# 马海瑛
马海瑛（1959年8月—），男，土族，青海民和人，中华人民共和国政治人物，曾任西宁市政协主席，西宁市人大常委会主任，现任青海省政协副主席。